# Fred Bruemmer
 (mars 2017).
Si vous disposez d'ouvrages ou d'articles de référence ou si vous connaissez des sites web de qualité traitant du thème abordé ici, merci de compléter l'article en donnant les références utiles à sa vérifiabilité et en les liant à la section « Notes et références ».
Fred Bruemmer, né à Riga le 26 juin 1929 et mort à Montréal le 17 décembre 2013, est un écrivain-photographe naturaliste canadien d'origine lettonne spécialisé dans les régions arctique et antarctique.

## Biographie
Né à Riga en Lettonie le 26 juin 1929, il émigre au Canada en 1951 et devient citoyen canadien en 1956.
L'une de ses premières photographies représentant un blanchon (un bébé phoque du Groenland), prise en 1964, est devenue un emblème du mouvement environnementaliste, apparaissant sur des milliers d'affiches avec la première ligne du refrain de la chanson des Beatles Let It Be. En 1989, cette photographie a été parmi les 51 sélectionnées pour figurer dans le livre Photographs That Changed The World.
Il est membre de l'Ordre du Canada depuis 1983 et de l'Académie royale des arts du Canada.

## Principales publications
- The Long Hunt (1969) ;

- Seasons of the Eskimo : A Vanishing Way of Life (1971) ; Traduction française : Les Saisons de l'Esquimau : un mode de vie qui disparaît (1974)

- Encounters with Arctic Animals (1972) ;

- The Arctic (1974) ; Traduction française : L'Arctique (1976)

- The Life of the Harp Seal (1977) ; Traduction française : Les Phoques (Paris : Éditions La Boétie, 1978) ou Les Phoques du Canada (Montréal : Editions Optimum, 1978)

- Children of the North (1979) ;

- Summer at Bear River (1980) ; Traduction française : La Rivière aux ours (1980)

- The Arctic World (1985) ; Traduction française : L'Arctique circumpolaire (1985)

- Arctic Animals : A Celebration of Survival (1986) ;

- Seasons of the Seal : A Tribute to the Ice Lovers (1988) ; Traduction française : Les Saisons du phoque (1988)

- World of the Polar Bear (1989) ; Traduction française : L'Ours blanc (1989)

- Seals (1991) (avec Eric S. Grace) ; Traduction française : Les phoques et les otaries (1991)

- Land of Dark, Land of Light (1993) (avec Karen Pandell) ;

- Les Animaux du Grand Nord (1993) (avec Angèle Delaunois) ;

- Arctic Memories: Living with the Inuit (1993) ; Traduction française : Souvenirs de l'Arctique : ma vie avec les Inuit (1993)

- The Narwhal : Unicorn of the Sea (1993); Adaptation française : Le Narval, sur les chemins de la licorne, 1994

- Nanook and Nauja: The Polar Bear Cubs (1995) (avec Angèle Delaunois) ; Original en français : Nanook et Naoya, les oursons polaires (1995)

- Kotik: The Baby Seal (1995) (avec Angèle Delaunois) ; Original en français : Kotik, le bébé phoque (1995)

- Polar Dance: Born of the North Wind (1997) (avec Tom Mangelsen) ;

- Seals in the Wild (1998)

- Glimpses of Paradise : The Marvel of Massed Animals (2002)

- Survival : A Refugee Life (2005) (Prix Mavis-Gallant, 2005)

- Islands of Fate (2006)

- Arctic Visions : Pictures from a Vanished World (2008)